# Kolonisering av Ceres
Asteroiden Ceres har föreslagits som ett möjligt mål för mänsklig kolonisation, troligtvis efter att man har gjort permanenta baser på Mars.

## Fysiska fördelar
Ceres är den största asteroiden i Asteroidbältet, och innehåller ungefär 1/3 av all massa i hela bältet och är den sjätte största i det inre solsystemet när det gäller diameter, massa och volym. Ceres är planetformad, det vill säga rund, och dess ytgravitation är ungefär 0,27 av jordens 10. Observationer visar på att det kan finnas stora mängder is, ungefär 1/10 av den totala vattenmängden i jordens oceaner. Ceres ligger så nära solen så att solceller skulle fungera på ytan.

## Strategiskt läge
Eftersom Ceres är den största himlakroppen i asteroidbältet, kan Ceres komma att bli huvudbasen för framtida gruvexpeditioner, som man senare skulle transportera till Mars, månen och jorden. Om man skulle kolonisera Ceres skulle detta också kunna vara ett steg för att kolonisera objekt i det yttre solsystemet, till exempel Jupiters månar.
För att kunna bygga upp permanenta baser på Ceres skulle man kanske först behöva kolonisera månen eller Mars.

## Kolonisering av Ceres i fiktionen
- I datorspelet "Zone of Enders" finns det en rymdkoloni på Ceres.[4]
- I datorspelsserien "Buck Rogers" finns det en rymdbas på Ceres.[5]
- I James S. A. Coreys bokserie The Expanse, och filmatiseringen med samma namn, har Ceres förvandlats till en stor rymdstation.[6][7]